# Никкель, Бернд
Бе́рнд Ни́ккель (нем. Bernd Nickel; 15 марта 1949, Зигбах — 27 октября 2021, Зигбах) — западногерманский футболист, играл на позиции атакующего полузащитника и нападающего.

## Биография

### Клубная карьера
Никкель в течение 17 сезонов играл за франкфуртский «Айнтрахт» в Бундеслиге, став одним из ключевых игроков «орлов». В составе «Айнтрахта» Никкель выиграл три Кубка Германии в 1974, 1975 и 1981 годах и Кубок УЕФА 1980 года, когда в двухматчевом противостоянии была обыграна мёнхенгладбахская «Боруссия». Всего за «Айнтрахт» в Бундеслиге сыграл 426 матчей и забил 141 гол.
Завершил карьеру в Швейцарии, где в течение одного сезона играл за «Янг Бойз».

### Карьера в сборной
В составе сборной ФРГ принимал участие на олимпийском турнире 1972 года, где был основным игроком и сыграл в 6 матчах на турнире. В матче со сборной США оформил покер и западные немцы выиграли матч со счётом 7:0.

### Смерть
Скончался 27 октября 2021 года в возрасте 72 лет.

## Достижения
«Айнтрахт» (Франкфурт-на-Майне)
- Обладатель Кубка Германии (3): 1973/74, 1974/75, 1980/81
- Обладатель Кубка УЕФА (1): 1979/80